# Gutsman
Gutsman is een Nederlandse stripreeks, gemaakt door de striptekenaar Erik Kriek. Het is een tekstloze superheldenparodie, waarvan de hoofdpersoon Gutsman, wat uiterlijk betreft, enigszins doet denken aan The Phantom van Lee Falk. Zijn vriendin Tigra is met haar tijgerpakje gemodelleerd naar de mascotte van een Belgisch sigarettenmerk. Andere terugkerende personages zijn de schoonouders van Gutsman en schoonzus Leona en de maker Erik Kriek zelf.

## Publicatie Gutsman
Gutsman verscheen in de striptijdschriften Incognito en Zone 5300. In 1994 publiceerde Kriek zijn eerste Gutsman boekje in eigen beheer en tussen 1999 en 2008 verschenen 10 delen bij uitgeverij Oog & Blik.
| Nummer | Titel      | Uitgavejaar | Uitgeverij                    |
| ------ | ---------- | ----------- | ----------------------------- |
|        | Gutsman    | 1994        | Gutsman Comics (eigen beheer) |
| 2      | Gutsman 2  | 1999        | Oog & Blik                    |
| 3      | Gutsman 3  | 2000        | Oog & Blik                    |
| 4      | Gutsman 4  | 2000        | Oog & Blik                    |
| 5      | Gutsman 5  | 2000        | Oog & Blik                    |
| 6      | Gutsman 6  | 2001        | Oog & Blik                    |
| 7      | Gutsman 7  | 2002        | Oog & Blik                    |
| 8      | Gutsman 8  | 2003        | Oog & Blik                    |
| 1      | Gutsman 1  | 2004        | Oog & Blik                    |
| 9      | Gutsman 9  | 2004        | Oog & Blik                    |
| 10     | Gutsman 10 | 2008        | Oog & Blik                    |

## The Adventures of Little Andy Royd
In de boekjes van Gutsman verschenen vanaf 2000 ook strips van het robotje Little Andy Royd. In 2000 kreeg het robotje als spin-off zijn eigen strip via de uitgeverij De Plaatjesmaker en in 2003 en 2005 verschenen twee albums van The Adventures of Little Andy Royd bij Oog & Blik.
| Nummer | Titel                                | Uitgavejaar | Uitgeverij       |
| ------ | ------------------------------------ | ----------- | ---------------- |
| 1      | Little Andy Royd                     | 2000        | De Plaatjesmaker |
| 2      | The Adventures of Little Andy Royd 1 | 2004        | Oog & Blik       |
| 3      | The Adventures of Little Andy Royd 2 | 2008        | Oog & Blik       |